# طواف أندلوسيا 2017
طواف أندلوسيا 2017 (بالإنجليزية: 2017 Vuelta a Andalucía)‏ هو سباق دراجات هوائية، وهو الموسم رقم 63 من السباق، وأقيم خلال الفترة 15 فبراير 2017، وحتى 19 فبراير 2017، وامتدّ لمسافة 676.8 كيلومتر، وهو أحد سباقات طواف أوروبا للدراجات 2017، وهو من نوع سباق المرحلة، وقد شارك في السباق 146 متسابقاً ووصل إلى نهايته 124 متسابقاً.
فاز فيه بالمركز الأول أليخاندرو بالبيردي، وبالمركز الثاني ألبيرتو كونتادور، وبالمركز الثالث تيبو بينو، والفائز حسب ترتيب السرعة Marco Minnaard ‏، والفريق الفائز في ترتيب الفرق موسم فريق سكاي 2017.

## الفرق
| فرق عالمية (9)- Bahrain-Merida - Cannondale-Drapac - FDJ - Lotto-Soudal - Lotto NL-Jumbo - Movistar Team - سكاي - سنويب - Trek-Segafredo فرق قارية محترفة (10)- كاجا رورال-سيغوروس 2017 ‏ - CCC Development Team ‏ - Cofidis, Solutions Crédits - Direct Énergie - غازبروم روسفيلو ‏ - Israel Cycling Academy - رومبوت تشارلز ‏ - سبورت فلاندرين بالويس 2017 ‏ - Verandas Willems-Crelan ‏ - Wanty-Groupe Gobert فرق قارية (2)- موسم برجس بي إتش 2017 ‏ - موسم يوسكادي مورياس 2017 ‏ |  |
| |  |

## المراحل
| قائمة المراحل | قائمة المراحل | قائمة المراحل                  | قائمة المراحل      | قائمة المراحل | قائمة المراحل      | قائمة المراحل      |
| المرحلة       | التاريخ       | الدورة                         |                    | المسافة (كم)  | الفائز بالمرحلة    | القائد العام       |
| ------------- | ------------- | ------------------------------ | ------------------ | ------------- | ------------------ | ------------------ |
| 1             | 15 فبراير     | رينكون دي لا فيكتوريا – غرناطة | مرحلة جبلية متوسطة | 155           | أليخاندرو بالبيردي | أليخاندرو بالبيردي |
| 4             | 18 فبراير     | La Campana ‏ – إشبيلية          | مرحلة مستوية       | 178٫5         | بريان كوكار        | أليخاندرو بالبيردي |
| 3             | 17 فبراير     | اليسانة – اليسانة              | فردي ضد الساعة     | 11٫9          | فكتور كامبنارتس    | أليخاندرو بالبيردي |
| 2             | 16 فبراير     | توريدونخيمينو – مانتشا ريال    | مرحلة جبلية        | 179٫9         | تيبو بينو          | ألبيرتو كونتادور   |
| 5             | 19 فبراير     | سيتينيل دي لاس بودوغاس – كوين  | مرحلة جبلية        | 151٫5         | تيم فيلانز         | أليخاندرو بالبيردي |

## النتيجة

### مرحلة 1
هي مرحلة جبلية متوسطة، أجريت في 15 فبراير 2017 فاز بالمرحلة أليخاندرو بالبيردي، ومتصدر الترتيب العام في نهاية المرحلة أليخاندرو بالبيردي.
| التصنيف العام | التصنيف العام      | التصنيف العام | التصنيف العام   | التصنيف العام     |        |
| الدراج        | الدراج             | البلد         | الفريق          | الوقت             | السرعة |
| ------------- | ------------------ | ------------- | --------------- | ----------------- | ------ |
| 1.            | أليخاندرو بالبيردي | إسبانيا       | موفيستار        | 4 س 02 دقيقة 28 ث |        |
| 2.            | ووت بويلس          | هولندا        | سكاي            | + 0 ث             |        |
| 3.            | سيباستيان رايشنباخ | سويسرا        | إف دي جي        | + 0 ث             |        |
| 4.            | دييغو روزا         | إيطاليا       | سكاي            | + 0 ث             |        |
| 5.            | جون ازقيراي        | إسبانيا       | البحرين ميريدا  | + 0 ث             |        |
| 6.            | ألبيرتو كونتادور   | إسبانيا       | تريك سيغافريدو  | + 0 ث             |        |
| 7.            | تيبو بينو          | فرنسا         | إف دي جي        | + 5 ث             |        |
| 8.            | مايكل اندا         | إسبانيا       | سكاي            | + 5 ث             |        |
| 9.            | ريغوبيرتو أوران    | كولومبيا      | كانونديل دراباك | + 5 ث             |        |
| 10.           | وارن بارجويل       | فرنسا         | سنويب           | + 5 ث             |        |

### مرحلة 2
هي مرحلة جبلية، أجريت في 16 فبراير 2017 فاز بالمرحلة تيبو بينو، ومتصدر الترتيب العام في نهاية المرحلة ألبيرتو كونتادور.
| التصنيف العام | التصنيف العام      | التصنيف العام | التصنيف العام               | التصنيف العام     |        |
| الدراج        | الدراج             | البلد         | الفريق                      | الوقت             | السرعة |
| ------------- | ------------------ | ------------- | --------------------------- | ----------------- | ------ |
| 1.            | ألبيرتو كونتادور   | إسبانيا       | تريك سيغافريدو              | 8 س 46 دقيقة 33 ث |        |
| 2.            | تيبو بينو          | فرنسا         | إف دي جي                    | + 3 ث             |        |
| 3.            | أليخاندرو بالبيردي | إسبانيا       | موفيستار                    | + 5 ث             |        |
| 4.            | جون ازقيراي        | إسبانيا       | البحرين ميريدا              | + 5 ث             |        |
| 5.            | دييغو روزا         | إيطاليا       | سكاي                        | + 7 ث             |        |
| 6.            | ووت بويلس          | هولندا        | سكاي                        | + 11 ث            |        |
| 7.            | مايكل اندا         | إسبانيا       | سكاي                        | + 12 ث            |        |
| 8.            | سيباستيان رايشنباخ | سويسرا        | إف دي جي                    | + 26 ث            |        |
| 9.            | ريغوبيرتو أوران    | كولومبيا      | كانونديل دراباك             | + 49 ث            |        |
| 10.           | بيتر وينينج        | هولندا        | Roompot-Nederlandse Loterij | + 1 دقيقة 09 ث    |        |

### مرحلة 3
هي مرحلة من نوع سباق فردي ضد الساعة، أجريت في 17 فبراير 2017 فاز بالمرحلة فكتور كامبنارتس، ومتصدر الترتيب العام في نهاية المرحلة أليخاندرو بالبيردي.
| التصنيف العام | التصنيف العام      | التصنيف العام | التصنيف العام   | التصنيف العام     |        |
| الدراج        | الدراج             | البلد         | الفريق          | الوقت             | السرعة |
| ------------- | ------------------ | ------------- | --------------- | ----------------- | ------ |
| 1.            | أليخاندرو بالبيردي | إسبانيا       | موفيستار        | 9 س 01 دقيقة 34 ث |        |
| 2.            | ألبيرتو كونتادور   | إسبانيا       | تريك سيغافريدو  | + 1 ث             |        |
| 3.            | تيبو بينو          | فرنسا         | إف دي جي        | + 6 ث             |        |
| 4.            | ووت بويلس          | هولندا        | سكاي            | + 21 ث            |        |
| 5.            | دييغو روزا         | إيطاليا       | سكاي            | + 45 ث            |        |
| 6.            | مايكل اندا         | إسبانيا       | سكاي            | + 48 ث            |        |
| 7.            | سيباستيان رايشنباخ | سويسرا        | إف دي جي        | + 52 ث            |        |
| 8.            | ريغوبيرتو أوران    | كولومبيا      | كانونديل دراباك | + 1 دقيقة 29 ث    |        |
| 9.            | اوندريج سينك       | التشيك        | البحرين ميريدا  | + 1 دقيقة 48 ث    |        |
| 10.           | خافيير مورينو      | إسبانيا       | البحرين ميريدا  | + 1 دقيقة 50 ث    |        |

### مرحلة 4
هي مرحلة مسطحة، أجريت في 18 فبراير 2017 فاز بالمرحلة بريان كوكار، ومتصدر الترتيب العام في نهاية المرحلة أليخاندرو بالبيردي.
| التصنيف العام | التصنيف العام      | التصنيف العام | التصنيف العام   | التصنيف العام      |        |
| الدراج        | الدراج             | البلد         | الفريق          | الوقت              | السرعة |
| ------------- | ------------------ | ------------- | --------------- | ------------------ | ------ |
| 1.            | أليخاندرو بالبيردي | إسبانيا       | موفيستار        | 13 س 12 دقيقة 07 ث |        |
| 2.            | ألبيرتو كونتادور   | إسبانيا       | تريك سيغافريدو  | + 1 ث              |        |
| 3.            | تيبو بينو          | فرنسا         | إف دي جي        | + 6 ث              |        |
| 4.            | ووت بويلس          | هولندا        | سكاي            | + 21 ث             |        |
| 5.            | دييغو روزا         | إيطاليا       | سكاي            | + 45 ث             |        |
| 6.            | مايكل اندا         | إسبانيا       | سكاي            | + 48 ث             |        |
| 7.            | سيباستيان رايشنباخ | سويسرا        | إف دي جي        | + 52 ث             |        |
| 8.            | ريغوبيرتو أوران    | كولومبيا      | كانونديل دراباك | + 1 دقيقة 29 ث     |        |
| 9.            | اوندريج سينك       | التشيك        | البحرين ميريدا  | + 1 دقيقة 48 ث     |        |
| 10.           | خافيير مورينو      | إسبانيا       | البحرين ميريدا  | + 1 دقيقة 50 ث     |        |

### مرحلة 5
هي مرحلة جبلية، أجريت في 19 فبراير 2017 فاز بالمرحلة تيم فيلانز، ومتصدر الترتيب العام في نهاية المرحلة أليخاندرو بالبيردي.
| الدراج | الدراج | البلد | الفريق | الوقت | السرعة |  |

## التصنيف العام النهائي
| التصنيف العام | التصنيف العام      | التصنيف العام | التصنيف العام   | التصنيف العام      |        |
| الدراج        | الدراج             | البلد         | الفريق          | الوقت              | السرعة |
| ------------- | ------------------ | ------------- | --------------- | ------------------ | ------ |
| 1.            | أليخاندرو بالبيردي | إسبانيا       | موفيستار        | 17 س 12 دقيقة 23 ث |        |
| 2.            | ألبيرتو كونتادور   | إسبانيا       | تريك سيغافريدو  | + 1 ث              |        |
| 3.            | تيبو بينو          | فرنسا         | إف دي جي        | + 6 ث              |        |
| 4.            | ووت بويلس          | هولندا        | سكاي            | + 21 ث             |        |
| 5.            | دييغو روزا         | إيطاليا       | سكاي            | + 45 ث             |        |
| 6.            | مايكل اندا         | إسبانيا       | سكاي            | + 48 ث             |        |
| 7.            | سيباستيان رايشنباخ | سويسرا        | إف دي جي        | + 52 ث             |        |
| 8.            | ريغوبيرتو أوران    | كولومبيا      | كانونديل دراباك | + 1 دقيقة 29 ث     |        |
| 9.            | اوندريج سينك       | التشيك        | البحرين ميريدا  | + 1 دقيقة 48 ث     |        |
| 10.           | خافيير مورينو      | إسبانيا       | البحرين ميريدا  | + 1 دقيقة 50 ث     |        |

## وصلات خارجية
- الموقع الرسمي
- لمحة عن سباق طواف أندلوسيا 2017 على موقع  ProCyclingStats   (برو  سايكلنج  ستاتس) - إحصاءات  محترفي  الدراجات.

- طواف أندلوسيا 2017 على موقع إحصائيات الدراجات الإحترافية (الإنجليزية)